# پنج جنبه بزرگ شخصیت
مدل پنج عاملی شخصیت (به انگلیسی: Five-Factor Model or FFM) یک آزمون تجربی برای اندازه‌گیری متغیرهای شخصیت است. بر اساس این مدل، شخصیت از پنج بعد اصلی تشکیل شده‌است که عبارتند از: روان‌رنجوری، برون‌گرایی، سازگاری، استقبال از تجربه و وظیفه‌شناسی.
پال کاستا جونیور به همراه رابرت آر. مک‌کری در دهه ۸۰ میلادی آزمونی با نام نئو-آی (NEO-I) (علامت اختصاری برای Neuroticism-Extraversion-Openness Inventory) را ابداع کردند که سه عامل از پنج عامل بزرگ شخصیت را می‌سنجید. سپس در ۱۹۸۵ میلادی، با اضافه کردن دو عامل دیگر، تست (NEO Personality Inventory) را برای سنجش پنج عاملی شخصیت منتشر کردند. ویرایش نهایی این تست در ۱۹۹۰ منتشر شد که امروزه نئو-پی‌آی (Revised NEO Personality Inventory یا NEO PI-R) نامیده می‌شود. انبوه تحقیقات بعدی در مجموع نشانگر آن بود که این پنج عامل به اندازه کافی گسترده و کارا بود.

## کاربرد تست پنج عاملی
این تست در زمینه ازدواج و تشخیص اختلالات روان‌شناسی کاربرد دارد با بررسی تست پنج عاملی می‌توان موارد مهمی را در مورد روان خود بفهمید. در واقع در تست نئو، پنج جنبه بزرگ شخصیت شخص سنجیده می‌شود.

### روان رنجورخویی (پایداری یا بی‌ثباتی هیجانی) (N)
پایداری و بی‌ثباتی هیجانی در افراد، یکی که از عوامل تأثیرگذار بر شخصیت آن‌ها می‌باشد. به همین دلیل اولین عاملی که در تست پنج عاملی به آن پرداخته می‌شود همین موضوع است. این عامل خود ۶ زیر مجموعه دارد:
- اضطراب:

این عامل میزان نگرانی را در هر فرد نشان می‌دهد که آیا همیشه مضطرب اند یا آرامش خیال دارند.
- خشم:

تجربه متعدد خشم و میزان خشمگین شدن عامل اصلی در این مورد می‌باشد
- افسردگی:

افرادی که به راحتی احساس تنهایی می‌کنند و غم و اندوه وجودشان را فرا می‌گیرد از این دسته هستند
- شرم:

دست‌پاچه بودن و احساس شرم از دیگران
- تکانشگری

واکنش در برابر رفتار دیگران چگونه است
- آسیب‌پذیری به استرس

کاهش توانایی‌ها در برابر شرایط پراسترس

### برونگرایی (E)
تشخیص برون‌گرا بودن یا درون‌گرا بودن افراد می‌تواند به شناخت شخصیت افراد کمک کند. در واقع به افرادی که به راحتی با محیط پیرامون خود و اطرافیان خود ارتباط برقرار می‌کنند، برون‌گرا گفته می‌شود. افراد برون‌گرا به راحتی در اجتماعات شرکت می‌کنند و به راحتی می‌توانند با افراد مختلف مشغول به کار شوند. اما افراد درون‌گرا برخلاف افراد برون‌گرا، به راحتی نمی‌توانند وارد اجتماع شوند و تمایل چندانی به ارتباط با اطرافیان ندارند. این عامل زیر ۶ زیر مجموعه دارد:
- صمیمیت
- جمع گرایی
- قاطعیت
- فعالیت
- هیجان خواهی
- هیجان مثبت

### گشودگی (O)
- تخیل
- زیباپسندی
- احساسات
- اعمال
- عقاید
- ارزش‌ها

### توافق (A)
- اعتماد
- رک گویی
- نوع دوستی
- همراهی
- تواضع
- دل رحمی

### وجدانی بودن (C)
- کفایت
- نظم و ترتیب
- وظیفه‌شناسی
- تلاش برای موفقیت
- خویشتنداری
- احتیاط در تصمیم‌گیری

## انتقادات
انتقادات فراوانی به مدل بیگ‌فایو یا پنج خصیصه شخصیتی وارده شده‌است. یکی از مدل‌های انتقادی برجسته متعلق به جک بلاک در دانشگاه برکلی کالیفرنیا است. انتقادی که کاستا و مک‌کیر سعی کردند در مقاله‌ای به آن پاسخ دهند که خود این پاسخ مجدداً توسط جک بلاک و طی تعدادی مقاله انتقادی دیگر پاسخ داده شد.

### حوزه محدود
یکی از انتقادات رایج از این مدل، محدود بودن آن در توضیح تمامی خصایص انسان‌ها است.

### مشکلات روش‌شناسی
تحلیل عاملی که به‌عنوان روش آماری در بررسی متغیرها استفاده شده، فاقد بنیاد شناخته شده واحد برای یافتن پاسخ‌ها از میان انواع مختلفی از عوامل مؤثر است. پاسخ مبتنی بر پنج عامل، کاملاً مستقل نیست و همچنان به تفسیر تحلیل‌گر وابسته است.

### وضعیت نظری
یکی از انتقادات بسیار رایج به این مدل این است که مدل پنج نظریه شخصیت بر اساس هیچ نظریه‌ای نیست و یافته‌هایش صرفاً بر اساس یافته‌های تجربی است که توصیف کنندگان مشخصی آن‌ها را تحت عنوان تحلیل عاملی دسته‌بندی کرده‌اند.